# Boo (Dragon Ball)
Pour les articles homonymes, voir Boo.
Boo (魔人ブウ, Majin Bū) est un personnage de fiction introduit en 1994 par Akira Toriyama dans le manga Dragon Ball. Il est l'un des personnages majeurs de la saga Dragon Ball, étant également le dernier des trois antagonistes principaux de Dragon Ball Z, à côté de Freezer et Cell.

## Création et conception
Lors de l'interview du Daizenshu, Akira Toriyama révèle s'être inspiré de son éditeur : Fuyuto Takeda ! Il s'agit presque d'une tradition interne puisque le mangaka a fait de même avec Piccolo, Freezer et Cell, tous trois inspirés des précédents éditeurs.
Cependant dans l'interview du Daizenshu 2, Akira Toriyama a nié s'être inspiré de ses éditeurs lors de élaborations des ennemis principaux, disant que l'inspiration pouvait n'être qu'inconsciente de sa part[réf. nécessaire].

## Biographie fictive

### Histoire

#### L'origine, le passé
Des millions d'années avant le déroulement de l'histoire de Dragon Ball, alors que les Hommes de la Terre commençaient à peine à marcher, la sorcière Marba, sous la requête de son compère Bibidi, créa un monstre sanguinaire et dépourvu de toutes conscience du nom de Majin Buu. Libérée de l'influence de la première par l'entremise du second pour s'accaparer seul de son pouvoir, celui-ci se révéla totalement incontrôlable et attaqua les Kaio Shin (les dieux de l'univers, obstacles à Bibidi) : il tua ceux du Nord et de l'Ouest et absorba celui du Sud (le plus fort). Il prit alors une forme imposante. Il absorba pour finir Dai Kaio Shin. Ce dernier ayant un cœur paisible et bon, le caractère mais aussi le physique de Boo changea du tout au tout : Boo devint rondouillard avec un caractère enfantin.
Boo a ensuite été enfermé dans un cocon par son maître, terrifié par la créature. Seul survivant du massacre, le plus jeune Kaio Shin (celui de l'Est) retrouva Bibidi et le tua durant son sommeil pour laisser Boo enfermé à tout jamais dans son cocon caché sur Terre.

#### Réveil de Boo

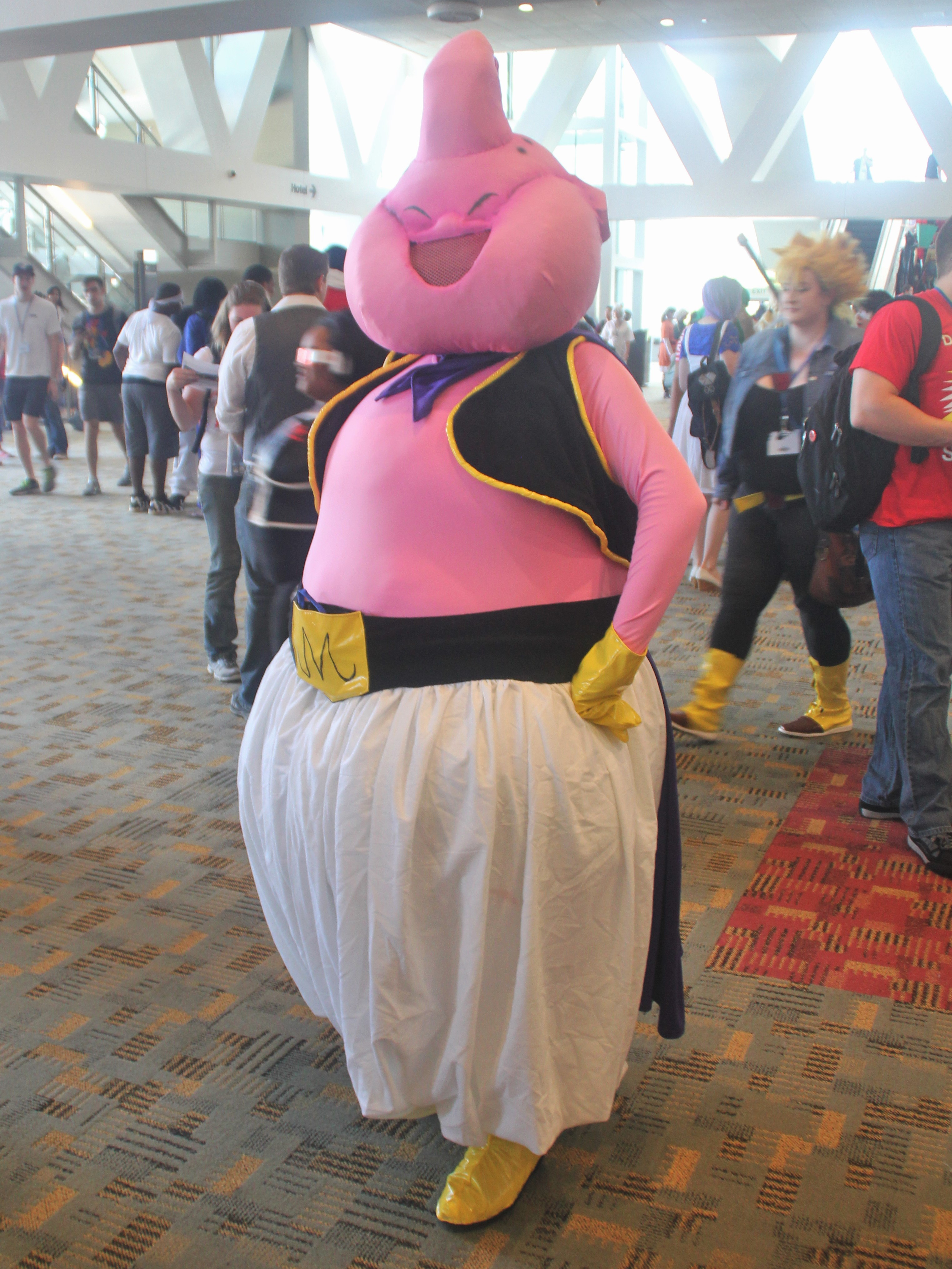
Cosplay de Majin Boo à l'Otakon 2015, à Baltimore.

Babidi, le clone de Bibidi, cherche à collecter de l'énergie en la volant à d'autres guerriers pour libérer Boo de son cocon en se servant de combattants qu'il manipule grâce à leur vice pour y parvenir. Grâce à l'énergie de Son Gohan et à cause du combat de Vegeta contre Son Goku, Boo est libéré malgré la tentative désespérée de Son Gohan pour le détruire. Celui-ci apparaît gros et peu effrayant et accepte d'obéir à Babidi sous la menace d'être à nouveau enfermé. Le monstre transforme Dabra en biscuit après lui avoir mis une raclée car celui-ci l'a insulté et sous-estimé. Il combat ensuite Son Gohan et le blesse grièvement, puis torture le Kaio Shin sous l'ordre de Babidi jusqu'à l'intervention de Vegeta, qu'il surpasse sans difficulté malgré la puissance élevée du Saiyan. Il provoque ainsi le sacrifice de Vegeta, qui se fait exploser, croyant pouvoir le tuer ainsi, mais en vain, car Boo est capable de se régénérer même à l'état de lambeaux.
Plus tard, Son Goku, dévoilant sa transformation en Super Saiyan 3, affronte Boo et semble être un adversaire à la hauteur. Mais le Saiyan, ne faisant que gagner du temps et considérant que c'est aux vivants de régler le problème que représente Boo, met fin au combat et quitte les lieux, non sans avoir au préalable suggéré à Boo l'idée de ne pas se laisser marcher sur les pieds par son maître. Le monstre ne tarde effectivement pas à se retourner contre Babidi, après que ce dernier commette l'erreur de l'insulter (comme Dabra avant lui), et d'abuser de sa patience, et le tue. Libéré de Babidi, il décide de voyager, détruisant tout sur son passage et transformant les personnes en sucreries pour les dévorer. Il tombe nez à nez avec un garçon aveugle qui n'a pas peur de lui et avec qui il sympathise. Étonné par l'absence de couardise, Boo lui fait recouvrer la vue pour qu'il puisse le voir et avoir peur. Le garçon est étonné et le remercie infiniment, ce qui rend le monstre perplexe.

#### Séparation du Majin Boo (naissance du mal incarné)
Lorsqu'il fait la rencontre de ses tout premiers amis, Mr Satan et Bee, un chiot, on pense ces derniers capables de neutraliser sa méchanceté, jusqu'au moment où Mr Satan et le chien se font tirer dessus par des gangsters (qui profitent de la cohue pour tuer des gens et les mettre sur le compte de Boo). Cela rend Boo fou de rage et provoque l'expulsion de son vice de son corps, qui se matérialise sous la forme d'un Boo maigre qui tue les deux gangsters.
Le gentil Boo et le mauvais Boo se battent brièvement, mais le mauvais Boo a le dessus (ayant pris une grande partie de la puissance du gros Boo lors de leur séparation). Il finit par transformer le gros Boo en chocolat et le mange, le métamorphosant encore. Il est cette fois grand et « bien bâti », et plus fort que ne l'était le gros Boo à tous les niveaux.

#### Combats et métamorphoses successives
Impatient de retrouver Gotenks qu'il a déjà affronté, il tue tous les terriens sauf ceux se trouvant au palais de Dendé (hormis Chichi qu'il transforme en œuf avant de l'écraser après l'avoir giflé et dérangé pour la mort présumée de Son Gohan), Chaozu, Ten Shin Han, Mr Satan et le petit chien.
Il combat Gotenks, qui le domine dans un premier temps en Super Saiyan 3. Cependant Gotenks, au moment d'achever Boo, redevient normal, le stade du Super Saiyan 3 durant seulement 5 minutes dans le cadre de la fusion. Puis il combat Son Gohan qui vient d'augmenter sa puissance et se fait battre facilement. Il se fait exploser partiellement mais se régénère grâce à ses cellules. Pour rivaliser face à Son Gohan, il absorbe Gotenks en Super Saiyan 3 et Piccolo, ce qui lui permet de se transformer et de devenir plus puissant et encore plus intelligent. Son Goku ressuscite grâce au vieux Kaio Shin et Vegeta est envoyé sur Terre pour une journée. Boo absorbe Son Gohan, sa puissance est alors à son apogée et dépasse l'entendement mais Vegeta et Son Goku fusionnent en Vegetto à l'aide des potalas et le défont sans effort, jouant même avec lui.
Vegetto se laisse ensuite absorber pour délivrer tous ceux que Boo a absorbé, mais une fois à l'intérieur l'effet des potalas s'annule et Son Goku et Vegeta se séparent. À l'intérieur de son corps, Goku et Vegeta libèrent tous ceux que Boo a avalé, non pour se nourrir mais pour augmenter sa puissance (ils ne sont pas digérés mais rétrécis et emprisonnés). Vegeta coupera également tous les liens que le gros Boo a avec Super Boo, qui a été lui aussi absorbé, par vengeance pour son fils ce qui engendra la renaissance du Boo originel.

#### Bataille finale
Cette dernière libération provoque un changement exceptionnel de la forme de Boo. Privé de tout être vivant absorbé, il recouvre son état d'origine. Il s'agit de sa forme la plus sauvage, elle se distingue par une férocité aveugle. Il ne réagit pas aux provocations de Goku et Vegeta, fraîchement sortis de son corps et prêts à l'affronter à nouveau. Boo décide de détruire la Terre sans sommation, au grand dam de ses adversaires. Se croyant perdus, ces derniers sont sauvés par Kibitoshin qui les emmène au Kaioshinkai (en prenant Dendé et Satan avec son chien au passage). La boule lancée par Boo fait voler la Terre en éclats. Boo, une fois reformé, s'infiltre au Kaioshinkai, prêt à tout détruire, lieu où se déroulera la bataille finale, bataille très violente, quasiment sans espoir et dont l'enjeu n'est rien de moins que la survie de l'Univers.
Bien que Son Goku puisse lui tenir tête en Super Saiyan 3, il se rend compte qu'il doit accumuler assez de puissance pendant une minute pour pouvoir le désintégrer. Pour cela, Vegeta doit affronter Boo le temps que Son Goku concentre sa force. Il ne fait cependant pas le poids et est sauvé par Satan qui s'interpose avant que Boo ne tue Vegeta. Ce dernier étant déjà mort, s'il est tué une deuxième fois il se verra disparaître pour de bon. Boo attaque Mr Satan ce qui provoque la libération du Gros Boo (avalé par sa mauvaise moitié auparavant) qui l'empêchait de s'en prendre à Mr Satan. Celui-ci se trouve en bien mauvaise posture et reçoit un « léger » coup de poing. Le gros Boo intervient et engage le combat, ce qui crée une diversion bénéfique pour Son Goku et Vegeta. Seulement, Son Goku se rend compte qu'il est incapable de concentrer assez de puissance car il est à bout de force, le Super Saiyan 3 utilisant énormément d'énergie avec un corps vivant.
Vegeta a alors une ultime idée : il souhaite que Dendé, enfui avec Kibitoshin et le vieux Kaio Shin sur une autre planète, se rende sur Namek pour invoquer Polunga, qui est aussi puissant que Shenron, permet la réalisation de trois vœux. Vegeta décide de demander au dragon de reformer la Terre puis de ressusciter tous les Terriens sauf les Méchants. Il veut en fait créer un Genki Dama grâce à leur énergie. Ceux-ci refusent dans un premier temps (sauf tous les amis de Son Goku et leurs familles) mais Mr Satan parvient à les convaincre de lever les mains au ciel pour donner leur énergie. Alors que la boule n'est pas encore formée, le gros Boo ne peut plus combattre. Vegeta doit affronter de nouveau Boo pour faire diversion. Une fois la boule prête à l'envoi, Vegeta est bien mal en point et ne peut plus bouger, ce qui fait hésiter Son Goku. Au moment où Boo attaque Son Goku en se servant de Végéta comme bouclier, le gros Boo se relève et attaque le Boo obscur. Mr Satan en profite pour secourir Vegeta et s'éloigner, ce qui permet à Son Goku de lancer son attaque. Boo arrive cependant à contenir la boule car Son Goku est à bout de force. Sur le conseil de Végéta, Dendé demande alors au dragon de redonner à Son Goku de l'énergie. Son Goku peut ainsi finir le combat, projetant la boule avec sa nouvelle puissance et désintégrant ainsi le Boo originel. Son Goku décide ensuite de laisser la vie sauve au gros Boo, et demande à Dendé de le soigner. Tout le monde l'oublie ensuite grâce aux Dragon Balls et il vit désormais sur Terre en compagnie de Mr Satan dont il est devenu l'ami.

### Une version hybride
NB: Cet évènement marque la fin de l'anime Dragon Ball Z et le début du manga Dragon Ball Daima.
Dans les évènements de Dragon Ball Daima, alors que nos héros sont en quête d'une solution pour conjurer le maléfice qui les a tous changée en enfants, le Dr Arinsu, une nouvelle antagoniste, contacte Marba, la véritable créatrice de Buu. Avec l'ADN de ce dernier collecté pendant la bataille qui a causé sa perte ainsi que celui d'un saibaiman, toutes deux planifient de créer une version plus améliorée et plus docile du monstre qu'elles rebaptisent Majin Kuu.

#### LegentilBoo
NB: Cet évènement marque la fin de l'anime Dragon Ball Daima et le début du manga Dragon Ball Super.
Six mois après la défaite du Boo originel et son effacement des esprits des Terriens, Boo interrompt la conférence de presse à la maison de Mr. Satan en déclarant furieusement qu'il avait faim. Sans avoir la moindre idée de savoir qui est Boo, Mr. Satan en profite pour dire au monde que Boo est « un soldat de l'espace qui s'est rendu sur Terre pour être entraîné par lui ». Après sa sortie, Mr. Satan quitte sa conférence pour calmer Boo et lui donner un massage.
Boo assiste à la fête d'anniversaire de Bulma sur un bateau de croisière. Quand Beerus est sur Terre, il est intéressé par le pudding dont Boo régale. Après avoir refusé d'une manière enfantin de partager un dessert au pudding avec Beerus, provoquant ainsi la colère de Beerus. Mr. Satan essaie de dire à Boo de lui en donner un, mais Beerus et Boo l'envoient valser pour les avoir interrompu. Boo et Beerus s'affronte. Boo a été ballotté par la vitesse de Beerus et a été projeté dans l'océan. Boo tente plusieurs fois par la suite de frapper Beerus mais en vain. Boo regarde plus tard la bataille entre Goku devenu un Super Saiyan divin et Beerus.
Des jours après, Boo est ensuite sélectionné pour participer au tournoi de l'équipe de l'Univers 7 avec l'Univers 6. Il est disqualifié avant le début du tournoi en s'endormant pendant l'examen.
Boo accepte de se battre avec Son Goku et Son Gohan dans le tourno Survie de l'Univers, face à Basil de l'Univers 9. Boo est d'abord submergé, mais devient furieux après avoir vu Mr. Satan blessé par la bataille collatéralement et domine rapidement Basil. Après avoir consommé une drogue qui augmente sa puissance, Basil semble prendre le dessus sur Buu avec une forme tampon coïncidant avec ses attaques, cependant, Boo n'est pas affecté par les attaques et bat Basil avec une vague de Kamehameha. Boo guérit ensuite Mr. Satan.
Après le mini-tournoi, Boo commence à s'entraîner sur Terre pour le Tournoi du Pouvoir. En raison de l'intensité de son entraînement, Boo gagne un corps et des espars plus minces et toniques contre Goku, le battant. Hélas, également en raison de l'intensité de son entraînement, Boo s'endort et ne se réveillera pas avant trois mois, le forçant à rater le Tournoi du Pouvoir.

#### Réincarnation du Petit Boo
Conformément à un souhait de Son Goku adressé au roi Enma, le Boo originel se réincarne en un jeune terrien nommé Oob. Il est beaucoup plus intelligent que sa première vie. Il grandit dans un village très pauvre et à ses dix ans, il participe au 28e Tenkaichi Budokai où il affronte Son Goku dès le premier tour de la phase finale. Après avoir évalué sa force au cours du combat, ce dernier décide de devenir son maître afin d'en faire son héritier protecteur de la Terre.
NB: Cet événement marque la fin du manga Dragon Ball Z et le début de l'anime Dragon Ball GT. 

### Caractéristiques
Contrairement aux précédents ennemis de la saga, Majin Boo possède un psychisme à géométrie variable, dû à ses incarnations successives. Sous sa forme originelle (le petit Boo), Boo est un condensé de cruauté et de haine aveugle, détruisant et annihilant tout ce qui l'entoure. Il se bat à égalité avec Goku lors du combat final[réf. nécessaire].
Cette incarnation de Boo ne semble mue que par l'instinct, comme un animal ; appuyant cette idée, le Boo d'origine ne prononce pas le moindre mot dans le manga (très rarement dans l'anime), se contentant surtout de grogner.
Manifestement doté d'une faible intelligence, il fait cependant preuve d'une redoutable efficacité pour traquer ses proies, et détruit tout sur son passage.
Après avoir absorbé le Kaio Shin du Sud, réputé comme étant le plus puissant de tous, Boo devient plus grand, plus musclé et son intelligence, sans atteindre des sommets, augmente quelque peu ; Son intellect amélioré le rend néanmoins encore plus redoutable, car il joint son instinct de tueur à la logique pour analyser le style de combat de son adversaire.
Enfin, la dernière incarnation, qui pour le lecteur est la première connue (Gros Boo), se révèle la plus complexe. En effet, continuant son chemin de destruction, Boo rencontre le Dai Kaio Shin ; dont la bonté et la bonhomie sont légendaires ; celui-ci se laisse volontairement absorber, ce qui provoque une nouvelle mutation de Boo, et mène à son incarnation la plus connue : le Gros Boo.
Gros Boo est physiquement radicalement différent de ses incarnations précédentes : en effet, il a hérité de l'embonpoint de Dai Kaio Shin, ainsi que des traits de son visage, tout rond, de même, Gros Boo affiche presque constamment un sourire ahuri, tel que le présentait Dai Kaio Shin lors de ses apparitions dans des flash-back.
Cette transformation physique s'est également accompagnée d'une légère baisse de puissance[réf. nécessaire], qu'on pourrait simplement penser être un bridage des pouvoirs de l'ancien Boo par la bonté de Dai Kaio Shin.
Sur le plan psychologique, Gros Boo, s'il n'est pas devenu un saint, a néanmoins été très affecté par la personnalité du Kaio Shin absorbé, passant d'une créature cruelle et sans pitié, à un être cruel par habitude, mais dont le comportement, comme on le voit après qu'il s'est débarrassé de Babidi, ressemble à celui d'un enfant qui n'a jamais appris à faire la différence entre le bien et le mal.
Ainsi, lorsque Boo sème la mort et la destruction, il agit par amusement, et éprouve de la joie à se montrer cruel, car il pense que c'est ainsi que se conçoit l'amusement.
Durant cette période, il montre une autre facette de sa personnalité, facette inconsciemment héritée de Dai Kaio Shin : il rencontre un enfant aveugle à flanc de montagne, et décide de lui rendre la vue, afin que celui-ci puisse trembler à sa vue ; pourtant, la réaction de joie de l'enfant à la vue de celui qui lui a permis de voir de nouveau le surprend et le trouble. Il laisse partir l'enfant en toute sécurité, alors qu'il s'était montré sans pitié jusqu'alors, signe d'un début de questionnement sur la façon « juste » de s'amuser.
À ce moment, Boo se trouve à la frontière entre la bonté et la cruauté, son comportement envers l'enfant, bien que motivé par la cruauté au départ, se révèle être un bienfait, et fait constater que « au fond, il n'est peut être pas si méchant » ; n'ayant été qu'un outil de destruction durant toute son existence, Boo n'a été utilisé que par des individus mauvais (Bibidi et Babidi), il n'a jamais appris à faire la différence entre le bien et le mal, faisant ce dernier sans en avoir conscience.
La rencontre entre Boo et Mr Satan est l'événement fondamental du véritable basculement de Boo dans le camp du bien. Monsieur Satan, envoyé en dernier recours comme défenseur du monde contre Boo, et bien évidemment impuissant, réussit à cacher sa peur au Majin.
Alors qu'au début, Satan cherchait à obtenir des informations sur Boo afin de le vaincre par la ruse, il a assisté à la rencontre de celui-ci et un chien errant, il a ainsi pu constater que le fameux monstre qui répandait la terreur n'était au fond pas si malfaisant.
Mais c'est par l'absence de peur, du moins affichée par Satan que Boo a également pu devenir bon, car pour la première fois, il pouvait avoir une relation avec un être qui n'était ni un maître lui donnant des ordres, ni un individu le craignant ; cette relation dont la peur était absente a permis au Majin de développer un réel intérêt pour autrui.
Le rôle de Monsieur Satan n'est pas à minimiser, car bien que totalement impuissant sur le plan martial, celui-ci a pu inculquer à Boo le sens du bien et du mal, faisant prendre conscience pour la première fois à ce dernier que les actes perpétrés jusqu'alors étaient mauvais.
On le voit à ce moment, Boo cesse totalement son entreprise de destruction pour vivre quelques jours en compagnie de Monsieur Satan et du chien ; s'adoucissant au point que Monsieur Satan cesse réellement d'avoir peur de lui, et en vient à le considérer comme un ami ; sentiment qui est réciproque pour Boo, qui voit en Satan et le chien ses premiers amis.
Monsieur Satan joue dans cette aventure le grand rôle de guide moral pour Boo, et après la défaite du petit Boo, incarnation d'origine, le gros Boo va demeurer avec Satan qui continue à lui inculquer les valeurs morales qui lui ont manqué (par la suite, il est vu notamment lors du tournoi qui clôt la saga Dragon Ball Z, Boo est devenu très amical avec les gens qui l'entourent, et se montre extrêmement gentil).
Lors de la tentative d'attentat contre Monsieur Satan, Boo explose de colère, montrant par là deux choses : la première étant la découverte de la perte, pour la première fois de son existence, sa vie ne tourne plus autour de lui-même ou des ordres de son maître, il a découvert les valeurs de l'amitié ; la seconde, qui découle de la première, est que ce sentiment est trop puissant pour que son tout jeune sens moral puisse gérer une telle frustration, et tel un enfant en bas âge, il laisse éclater sa rage ; cet épisode ne marque pas un retour à l'ancien Boo, au contraire, et comme l'atteste l'arrivée de l'incarnation du mal en lui (Boo mal incarné), cette réaction montre que sa psyché a beaucoup évolué en quelques jours, mais pas encore assez pour contrôler ses colères.
En somme, Boo est l'un des personnages de la série les plus complexes, ni véritablement un ennemi, ni véritablement méchant, contrairement aux Saiyans, à Freezer et à Cell (ainsi qu'à Garlick Jr.), qui tous agissaient en parfaite connaissance de cause ; Boo fait le mal parce qu'il croit que c'est ainsi que les choses se font. Et contrairement à Vegeta dont l'évolution et l'arrivée sur Terre sont la conséquence de nombreux enchaînements d'événements, il a suffi de quelques jours et de simples paroles amicales pour faire prendre conscience à Boo du caractère répréhensible de ses actes et de permettre à celui-ci, de choisir volontairement et de façon définitive le camp du bien, montrant un grand potentiel à être bienveillant, une fois capable de différencier le bien du mal.

## Description

### À propos du nom
Son nom constitue, avec Babidi et Bibidi, la formule magique de la fée dans le dessin animé Cendrillon de Disney : « Bibbidi-Bobbidi-Boo ! ».

### Famille
Après que le Boo originel a été tué, il se réincarne en une bonne personne prénommée Oob que Son Goku rencontre dix ans plus tard. De plus, le gros Boo renommé Mister Boo reste en vie.

### Personnalité
Les deux principaux Boo ont des centres d'intérêt communs mais sont tout de même bien différents. En voici quelques-uns :
Gros Boo (Mister Boo)
- Combats
- Nourriture (notamment ce qui est sucré)
- Grimaces
- Meurtres et destructions de villes jusqu'à sa rencontre avec Mr Satan

Petit Boo (Boo originel)
- Combats
- Meurtres
- Destructions de planètes

Il semblerait également que le Boo d'origine soit incapable de parler (il ne prononce pas un mot dans le manga, hormis des grognements), il prononce tout de même certaines phrases dans l'anime. Il a en quelque sorte le comportement d'un animal sauvage, primitif, bien que surpuissant (étant le mal incarné comme le dit Kibitoshin).

### Capacités
- Buku Jutsu
- Kikoha
- Chō bakuretsu ma-ha

## Œuvres où le personnage apparaît

### Manga
- 1984 : Dragon Ball

### Séries
- 1989 : Dragon Ball Z
- 1996 : Dragon Ball GT
- 2009 : Dragon Ball Z Kai
- 2015 : Dragon Ball Super

### Jeux vidéo
Boo étant l'un des principaux méchants de la saga Dragon Ball, il est assez logique de le retrouver dans la quasi-totalité des titres reprenant le manga. Les seuls épisodes où il est absent sont les deux premiers sur Super Nintendo, Dragon Ball Z : L'Appel du Destin sur Mega Drive et Dragon Ball Z: Budokai sur PlayStation 2 et GameCube. À noter que son apparence change en fonction des versions.
Dans le jeu Budokai 2, Super Boo est doté d'une capacité d'absorption qui permet d'absorber un personnage au hasard pour changer son apparence et acquérir d'autres formes. Parmi les personnages, il y a Gohan et Gotenks (issu du manga) ; Vegeta, Cell et Freezer (issu d'un passage du mode histoire du jeu) ; Yamcha et Ten Shin Han (les deux ensembles).
- 1994 : Dragon Ball Z 3 : Ultime Menace sur Super Nintendo (Gros Boo)
- 1995 : Dragon Ball Z: Shin Butōden sur Saturn
- 1995 : Dragon Ball Z: Ultimate Battle 22 sur PlayStation
- 1996 : Dragon Ball Z : La Grande Légende des boules de cristal sur Saturn et PlayStation
- 1996 : Dragon Ball Z: Hyper Dimension sur Super Nintendo (Gros Boo et Boo originel)
- 1997 : Dragon Ball: Final Bout sur PlayStation
- 2003 : Dragon Ball Z: Budokai 2 sur PlayStation 2 et GameCube
- 2004 : Dragon Ball Z: Supersonic Warriors sur Game Boy Advance (Gros Boo et Super Boo)
- 2004 : Dragon Ball Z: Budokai 3 sur PlayStation 2 : (Gros Boo, Super Boo et Boo originel)
- 2005 : Dragon Ball Z: Budokai Tenkaichi (toutes les formes connues)
- 2005 : Dragon Ball Z: Supersonic Warriors 2 sur Nintendo DS (Gros Boo et Super Boo)
- 2006 : Dragon Ball Z: Budokai Tenkaichi 2 (toutes les formes connues)
- 2006 : Dragon Ball Z: Shin Budokai sur PSP (Boo originel)
- 2006 : Super Dragon Ball Z sur PlayStation 2 (Gros Boo)
- 2007 : Dragon Ball Z: Budokai Tenkaichi 3 (toutes les formes connues)
- 2007 : Dragon Ball Z: Shin Budokai 2 sur PSP (Gros Boo, Super Boo, Boo originel et Super Boo Gotenks absorbé)
- 2008 : Dragon Ball Z: Infinite World
- 2009 : Dragon Ball: Raging Blast sur Xbox 360 et PlayStation 3
- 2010 : Dragon Ball: Raging Blast 2 sur Xbox 360 et PlayStation 3
- 2010 : Dragon Ball Heroes sur Borne d'arcade et Nintendo 3DS
- 2011 : Dragon Ball Z: Ultimate Tenkaichi sur Xbox 360 et PlayStation 3
- 2015 : Dragon Ball: Xenoverse sur Xbox 360, Xbox One, PlayStation 3, PlayStation 4 et PC
- 2015 : Dragon Ball Z: Dokkan Battle sur Android et iOS
- 2016 : Dragon Ball Xenoverse 2 sur Playstation 4, Xbox One, PC et Nintendo Switch
- 2018 : Dragon Ball FighterZ sur Xbox One et PlayStation 4 (Majin Boo et Boo originel)
- 2018 : Dragon Ball Legends sur Android et iOS
- 2020 : Dragon Ball Z: Kakarot sur Xbox One, PlayStation 4, PC, Nintendo Switch, Xbox Series et PlayStation 5
- 2024 : Dragon Ball: Sparking! Zero sur Xbox Series, PlayStation 5 et PC